# Чези, Федерико
Федери́ко Че́зи (итал. Federico Angelo Cesi, 26 февраля 1585 г. — 1 августа 1630 г.) — итальянский учёный, натуралист, основатель Национальной академии деи Линчеи (итал. Accademia Nazionale dei Lincei). После смерти отца в 1630 году он на короткий промежуток времени стал правителем Аккуаспарты.

## Биография

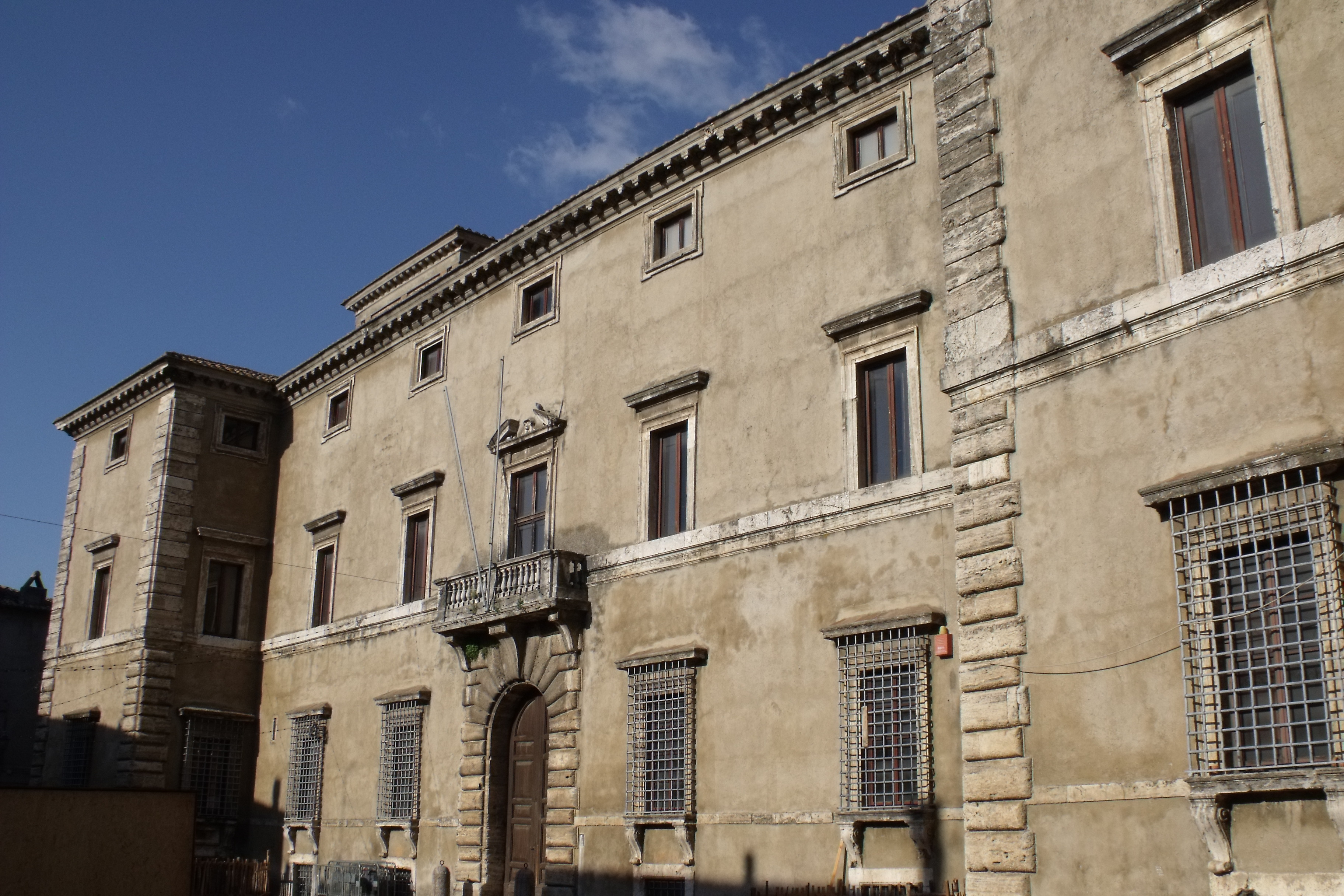
Аккуаспарта: дворец герцогов Чези

Федерико Чези родился в аристократической семье, сильно связанной с Римом и папским государством. Фамилия происходит от названия Чези, теперь Фракция итальянской коммуны Терн в одноименной провинции в регионе Умбрия возле Рима. Семья имела тесную связь с Католической Церковью, его дядя Фредерико Бартоломео Чези был кардиналом церкви и большая часть их богатства возникла из этой связи. Федерико был первым из одиннадцати детей и родился в Палаццо Чези, на виа дель Машера, в Риме, 26 февраля 1585 года. Его отцом был Федерико, маркиз ди Монтечелли (англ. marchese di Monticelli, 1562-1630), а матерью — Олимпия Орсини (англ. Olimpia Orsini) из Тоди. В 1614 году Чези женился на Артемисии Колонна (англ. Artemisia Colonna), дочери Франческо, князя Палестрины; через два года она умерла. В 1616 году Федерико снова женился на Салвиате Изабелле (англ. Salviati Isabella), дочери маркиза Лоренцо. В 1618 году он переехал в Аккуаспарту и прожил там до своей смерти в возрасте сорока пяти лет.

## Академия деи Линчеи
В 1603 году, в возрасте восемнадцати лет, Чези пригласил трех своих чуть старших друзей, голландского врача Йоханнеса ван Хека (в Италии его звали «Джованни Еччио») и двух коллег-умбриан, математика Франческо Стеллети с Фабриано и полимата Анастасио де Филииса из Терна, чтобы присоединиться к нему в создании «Accademia dei Lincei» («Академии рысеоких»), направленной на изучение всех естественных наук методом исследования на основе наблюдения, экспериментов и индуктивного метода. Их целью было проникнуть в тайны природы, наблюдая ее как на микроскопическом, так и на макроскопическом уровне. Четыре мужчины-основателя выбрали название «Линчеи» (рысь) из произведения по алхимии Джамбаттисты делла Порта «Magia Naturalis» («Натуральная магия»), которая издала иллюстрацию на обложке фантастического кота и слова « ... с рысьими глазами изучая те вещи, которые проявляются сами, чтобы, наблюдая за ними, можно было ревностно использовать их» (англ.  "... with lynx like eyes, examining those things which manifest themselves, so that having observed them, he may zealously use them"). Чези выбрал остроту глаз рыси и орла для символов академии. Девиз академии, избран Чези, был: «заботиться о мелких вещах, если вы хотите получить наибольшие результаты» (лат. minima cura maxima si vis).
Поскольку в те времена проводить исследования было трудно (в 1578 году Святая Инквизиция закрыла «Academia Secretorum Натуре») Джамбаттисты делла Порта в Неаполе по подозрению в колдовстве), то Академия деи Линчеи начинала с трудностями. Собственный отец Чези запретил Федерико Чези ассоциировать себя с другими тремя мужчинами-членами Академии, подозревая их, говоря что они своей деятельностью подрывают его авторитет и пытаются отстранить его сына от семейных интересов.

## Другие дела
- Придумал название «телескоп» для нового изобретения Галилео Галилея;
- Руководил раскопками в Карсулаи[англ.].